# شوالیه‌های کلمبوس
شوالیه‌های کلمبوس بزرگ‌ترین انجمن برادری کاتولیک‌های جهان است. این سازمان توسط یک کشیش به نام مایکل جوزف مک گیونی در سال ۱۸۸۲ و در شهر نیوهیون، کنتیکت تأسیس شد.نام آن به افتخار کریستف کلمب کاشف قاره آمریکا به نام شوالیه‌های کلمبوس نامگذاری شده‌است. این انجمن در آغاز به عنوان جامعه سودمند جهت ارائه خدمات خیرخواهانه، از جمله کمک در مواقع جنگ و فجایع طبیعی و دفاع فعالانه از کاتولیسم در کشورهای مختلف و ارتقا آموزش برای کاتولیک‌ها از قشر کارگر و مهاجر کاتولیک در کشور ایالات متحده تشکیل شد.این انجمن از سیاست‌های کلیسای کاتولیک در مسائل مربوط به سیاست‌های عمومی از جمله مخالفت با ازدواج همجنسگرایانو سقط جنین را ترویج می‌کند.